# Disfraz

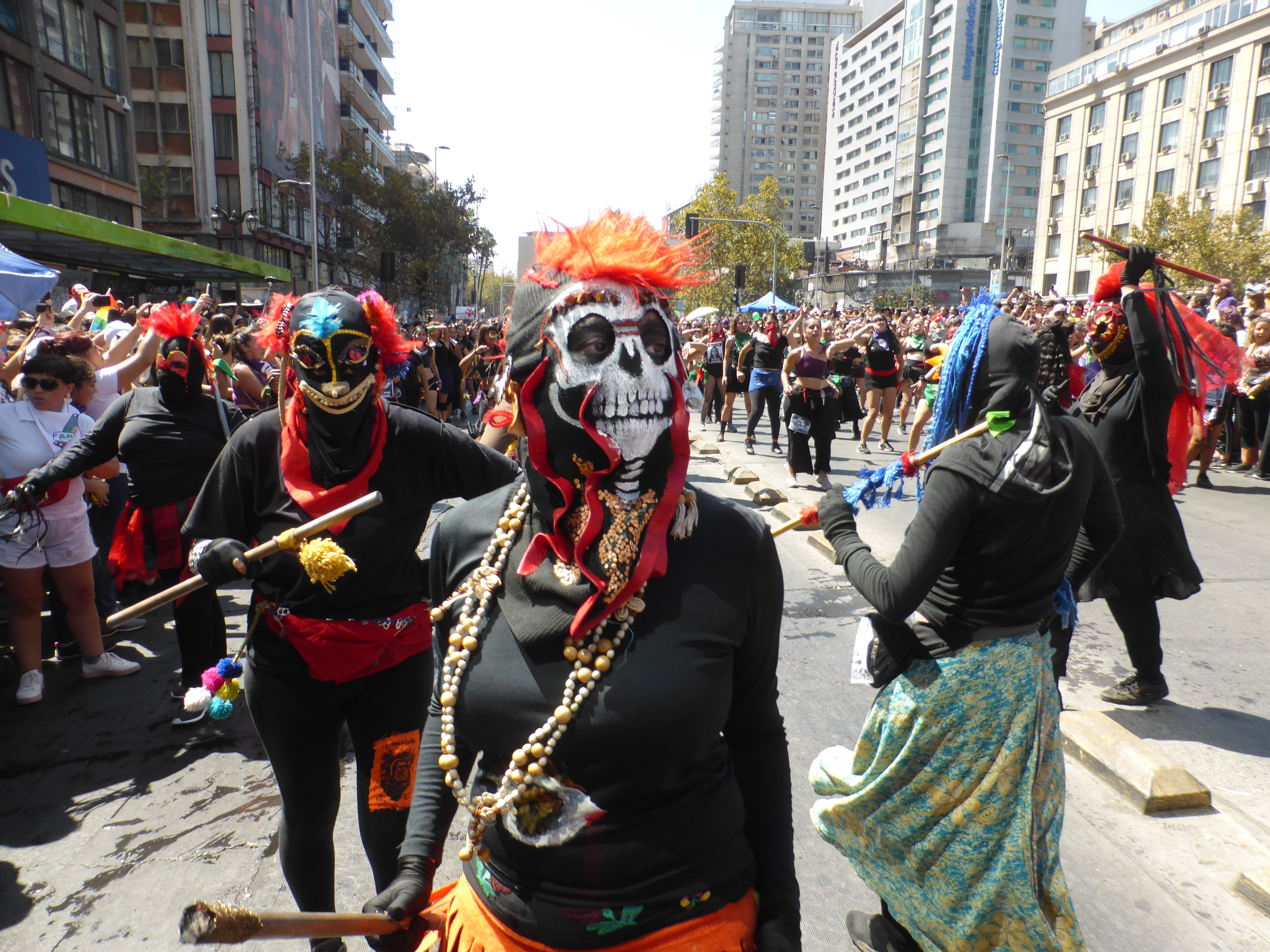
Abriendo paso a la marcha feminista del 8 de marzo de 2020. Santiago de Chile.

Un disfraz es cualquier tipo de vestimenta u ornamento utilizada con el propósito de distraer o llamar la atención con fines artísticos, religiosos, promocionales o de otro género. Una persona puede disfrazarse para representar un personaje real o ficticio en un evento o circunstancia especial tal como un carnaval, una fiesta de disfraces o una obra teatral. Esta forma de vestimenta es efímera; se utiliza de manera transitoria, en situaciones ajenas a la vida cotidiana en las que se aceptan ciertas transgresiones, como en los carnavales.  La función del disfraz también puede ser la de ocultar la identidad o evitar que una persona sea reconocida.

## Disfraz en la cultura popular
Los disfraces comenzaron apareciendo en la cultura popular debido a series, animes, mangas y juegos que hacían a personajes con dichos atuendos. Con los disfraces se crean los cosplays y crossplays. Los disfraces incrementaron tanto su popularidad que incluso afectó a la franquicia Pokémon creando a Mimikyu, el solitario Pokémon Disfraz.

## Tipos de disfraces

### Disfraces teatrales
En combinación con otros aspectos, los disfraces teatrales pueden servir para representar la edad de los personajes, el papel de género, la profesión, la clase social, la personalidad, e incluso información acerca del período/era histórica, la ubicación geográfica y el tiempo del día, así como la temporada o clima en el montaje teatral. Los disfraces teatrales estilizados a menudo pueden exagerar algún aspecto de un personaje, por ejemplo el Arlequín y el Pantaleón en la Commedia dell'arte. Sin los trajes teatrales, la audiencia estaría dejada a preguntarse quién es quien, y cuál es cual en un montaje teatral.

### Disfraces de festividades y festivales

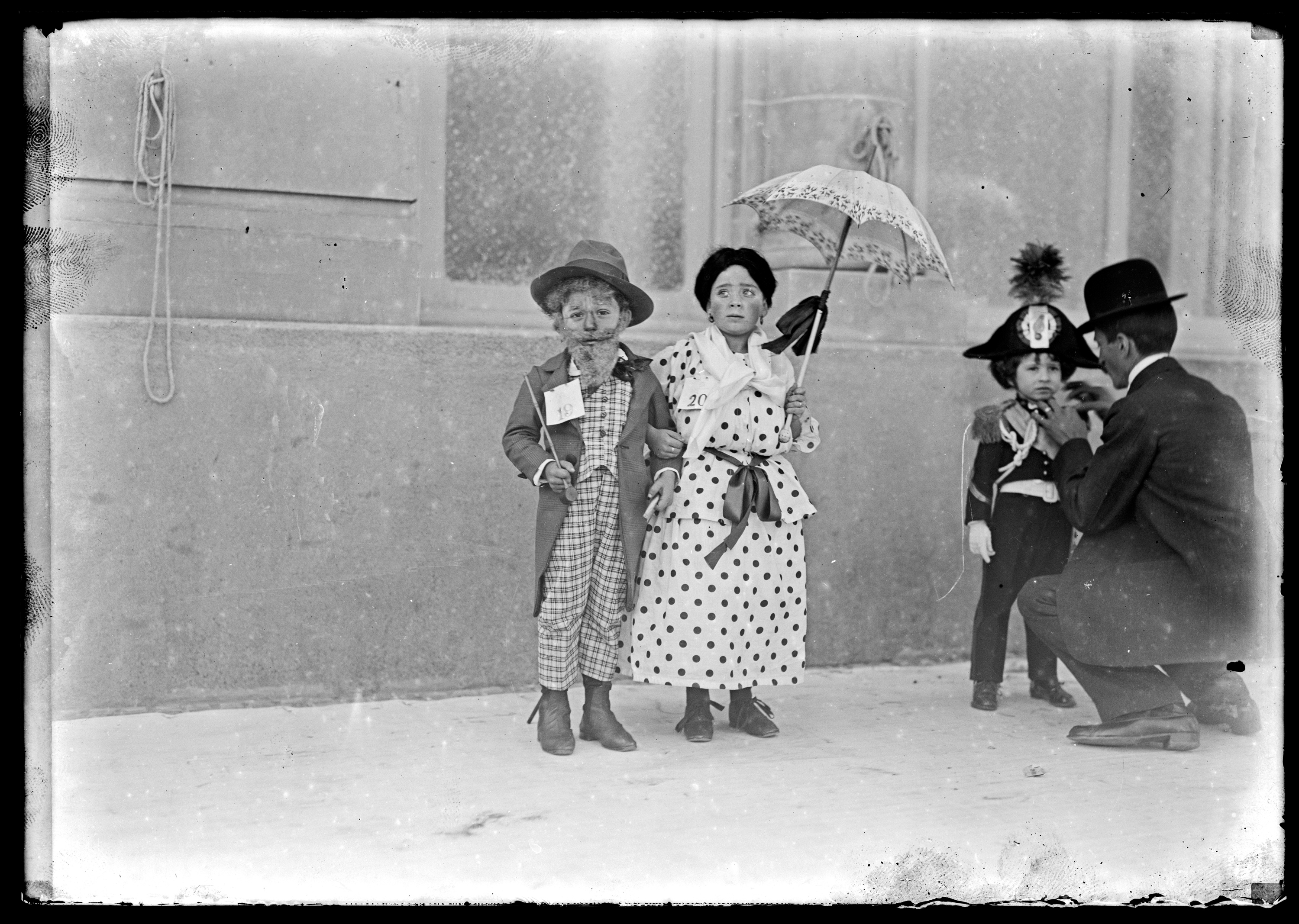
Niños con disfraces de carnaval en Montevideo, Uruguay. 1916 aprox, Centro de Fotografía de Montevideo.

El vestir disfraces ha llegado a ser una parte importante de festividades y fiestas tales como el Mardi Gras y otros carnavales, Halloween y en diversas celebraciones, tales como Navidad y Pascua. Los disfraces del Mardi Gras toman generalmente la forma de bufones y otros personajes de fantasía, mientras que los disfraces de Halloween toman tradicionalmente la forma de criaturas sobrenaturales tales como fantasmas, vampiros, y zombis.
En Navidad y Pascua, los disfraces representan típicamente los personajes tradicionales de dichas fiestas, tales como Santa Claus o el Conejito de Pascua. Los disfraces pueden servir para representar varios otros personajes durante celebraciones seculares, tales como el disfraz del Tío Sam durante la celebración del día de la Independencia de Estados Unidos, por ejemplo.

### Trajes típicos
El traje típico nacional o traje regional expresan la identidad local (o en exilio) y enfatizan los atributos extraordinarios de una cultura. Es a menudo una fuente de orgullo nacional. Algunos ejemplos son: en un escocés una falda escocesa, en una persona japonesa un kimono o en un mexicano un traje de charro, indígena o adelita revolucionaria.

### Mascotas deportivas
Otra situación muy popular donde los disfraces son empleados, es para encuentros deportivos, donde personas vistiendo como la mascota representativa de su equipo colaboran apoyando a su club o equipo y animando a los aficionados.

### Disfraces de personajes de ciencia ficción
Los personajes de literatura, cine, televisión, cómics y videojuegos han inspirado la afición por representarlos a través del disfraz. Hay fabricantes y artesanos dedicados a confeccionar réplicas del vestuario de personajes famosos, tanto de forma oficial como de manera amateur. Los materiales usados varían desde el tejido más simple hasta sofisticadas combinaciones de varios materiales como redes, correas, partes de resina, etc.
En el escenario urbano contemporáneo, han surgido espontáneamente diversas comunidades temáticas y subculturas de aficionados alrededor de la industria cultural hegemónica. Una de las prácticas comunes a estas comunidades es la producción y uso de disfraces que representan a personajes del mundo del cómic, la animación y los videojuegos. Algunas de sus manifestaciones más conocidas son el cosplay (interpretación de un personaje de ficción) y el fursuit (adaptación antropomorfa de personajes zoomorfos). Sus practicantes crean sus propios disfraces en forma amateur y se reúnen en convenciones de cómics y otros eventos.

### Otros disfraces
Los disfraces también pueden utilizarse de forma divertida al inicio de una manifestación seria; abriendo paso, apartando espectadores, para poder avanzar.